# Agía Marína (La Canée)
Pour les articles homonymes, voir Agía Marína.
Agía Marína, en grec moderne : Αγία Μαρίνα, est un village, dans le dème de La Canée et le district du même nom, en Crète, en Grèce. Selon le recensement de 2011, la population d'Agía Marína compte 2 005 habitants. La localité est située à une altitude de 10 m et à une distance de 9 km de La Canée.

## Recensements de la population
| Recensements | 1900 | 1920 | 1928 | 1940 | 1951 | 1961 | 1971 | 1981 | 1991 | 2001 | 2011 |
| ------------ | ---- | ---- | ---- | ---- | ---- | ---- | ---- | ---- | ---- | ---- | ---- |
| Population   | 391  | -    | 586  | 711  | 714  | 707  | 642  | 738  | -    | 1448 | 2005 |